# Metastelma rugosum
Metastelma rugosum là một loài thực vật có hoa trong họ La bố ma. Loài này được Turcz. mô tả khoa học đầu tiên năm 1852.